# Castelnou
Castelnou (på Catalansk: Castellnou dels Aspres) er en by og kommune i departementet Pyrénées-Orientales i Sydfrankrig.
Byens vigtigste indtægtskilde er turisme. Castelnou er medtaget i Les Plus Beaux Villages de France, som er en liste med Frankrigs smukkeste byer.

## Geografi
Castelnou ligger på en bakketop i landskabet Aspres 5 km vest for Thuir og 11 km nord for Caixas. Nærmeste større by er Perpignan 21 km mod nordøst.

## Historie
Byen Castelnou er vokset op omkring slottet af samme navn. Slottet nævnes første gang i slutningen af det 10. århundrede som castrum novum eller castellum novum, hvilket på catalansk blev til Castell Nou (det nye slot). Slottet var hovedsæde for vicegreverne af Castelnou, som havde stor indflydelse i regionen. Det blev erobret i 1286 af Jakob 2. af Aragonien og i 1483 af guvernøren af Roussillon.
I det 17. og 18. århundrede var slottet forladt og byen sygnede hen indtil den i det 19. århundrede var næsten helt forladt. I slutningen af det 19. århundrede blev slottet restaureret eller snarere genopbygget. Turistudviklingen i det 20. århundrede gjorde igen Castelnou interessant og byen blev genrejst fra ruinerne.
I 1981 blev slottet ødelagt af en brand. Det blev igen restaureret og i 1990 åbnet for offentligheden.

## Demografi

### Udvikling i folketal
| 1962                                                              | 1968 | 1975 | 1982 | 1990 | 1999 | 2007 | 2014 | 2017 |
| ----------------------------------------------------------------- | ---- | ---- | ---- | ---- | ---- | ---- | ---- | ---- |
| 186                                                               | 173  | 159  | 152  | 277  | 331  | 365  | 331  | 315  |
| Tal fra og med 1962 er uden dobbelttælling (sans doubles comptes) |      |      |      |      |      |      |      |      |